# قسم شرطة العاصمة طوكيو

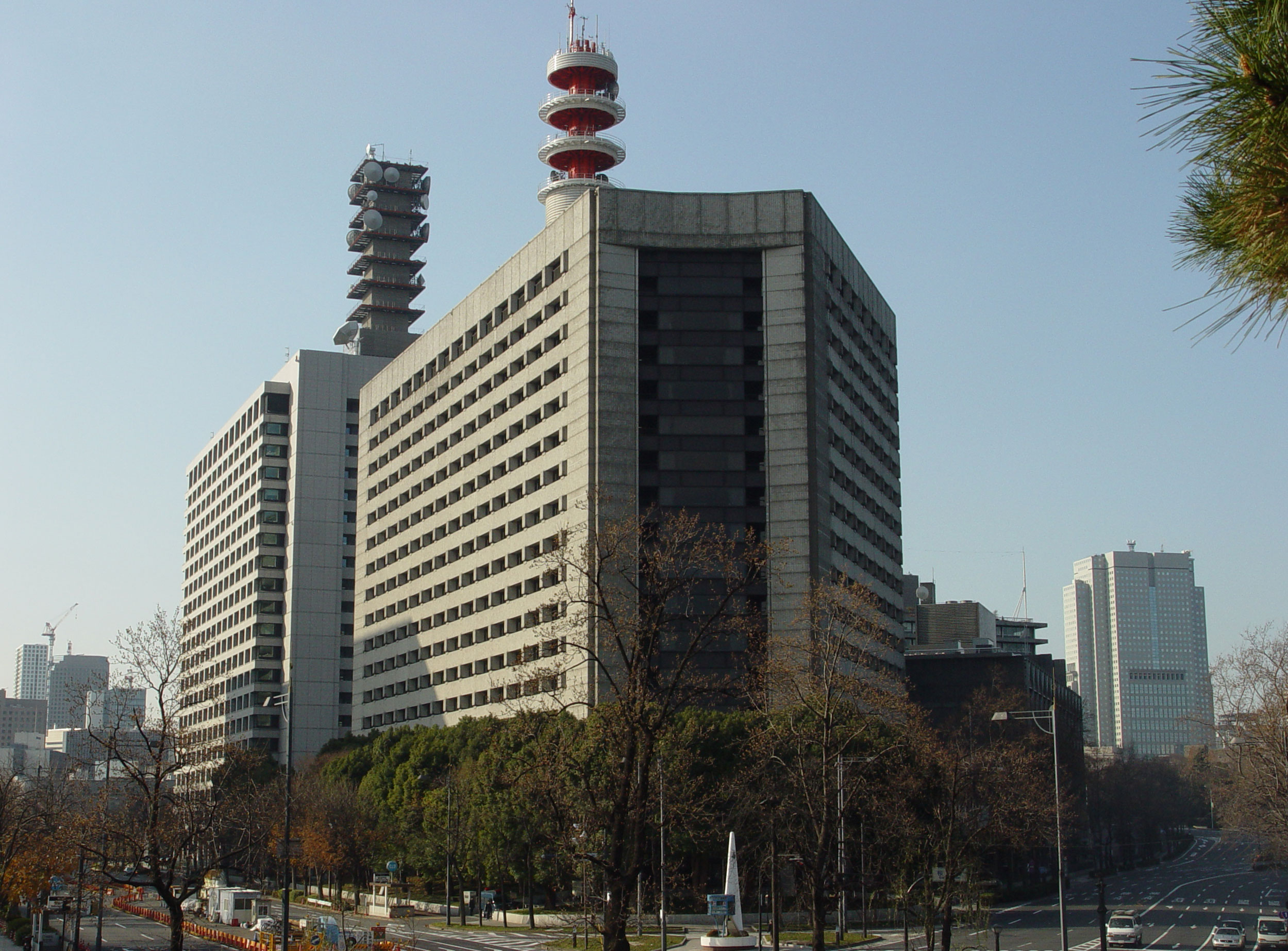
مبنى قسم شرطة العاصمة طوكيو

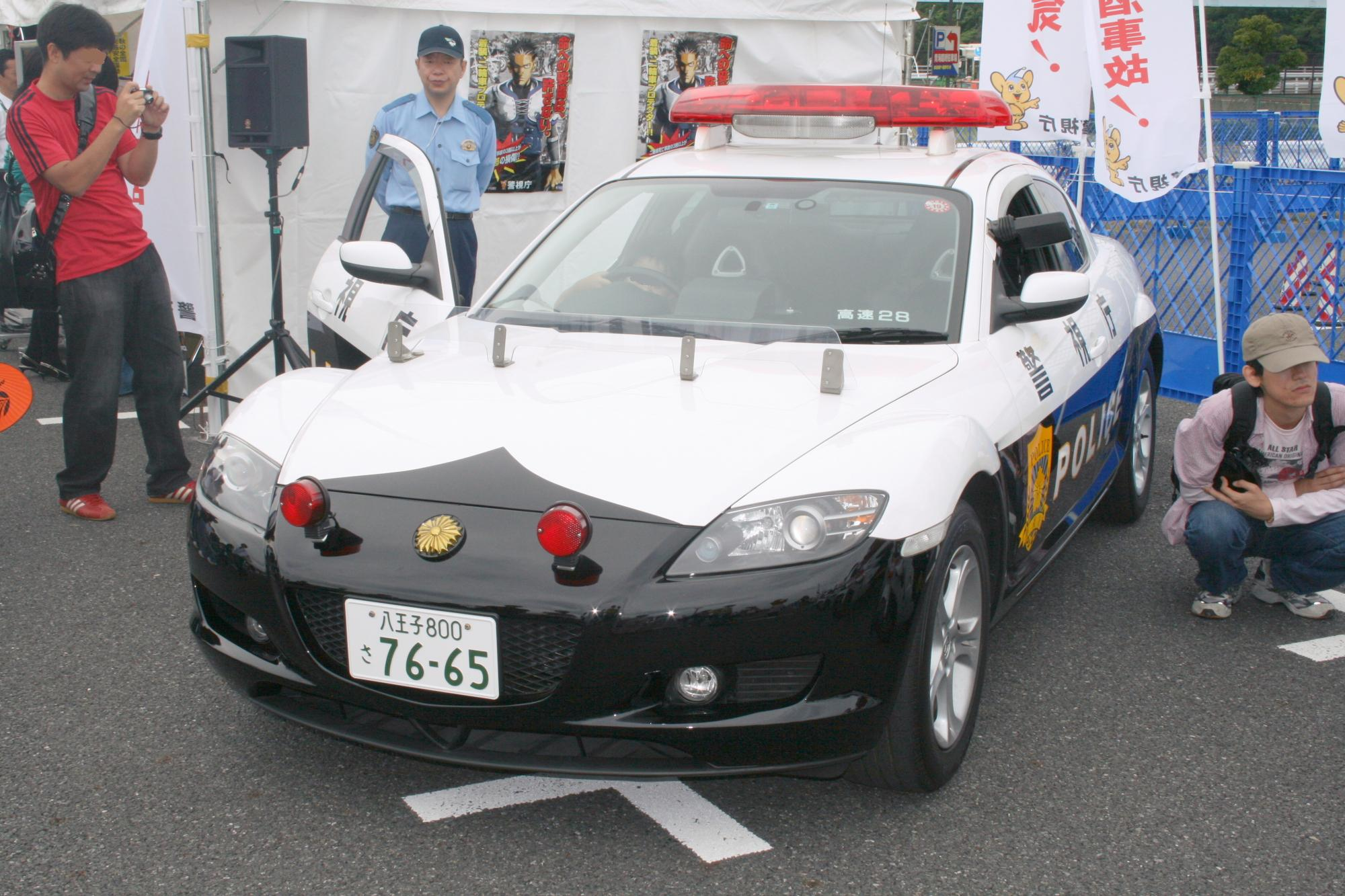
سيارة شرطة تابعة لقسم شرطة العاصمة طوكيو

قسم شرطة العاصمة طوكيو (باليابانية: 警視庁 كيشي-تشو) هو رئاسة الشرطة المسؤولة عن منطقة العاصمة طوكيو، اليابان. تأسس عام 1874 يترأسه مفتش عام يعين من قبل مفوضية الأمن العام الوطنية ويصدق عليه من قبل رئيس الوزراء.
يشرف القسم على أكثر من 40000 شرطي، وأكثر من 2500 موظف مدني متوزعين على 101 مركز للشرطة في طوكيو، وهذا بمعدل شرطي لكل 290 قاطن في طوكيو.

## وصلات خارجية
- الموقع الرسمي لقسم شرطة العاصمة طوكيو